# Mediterraner Junikäfer

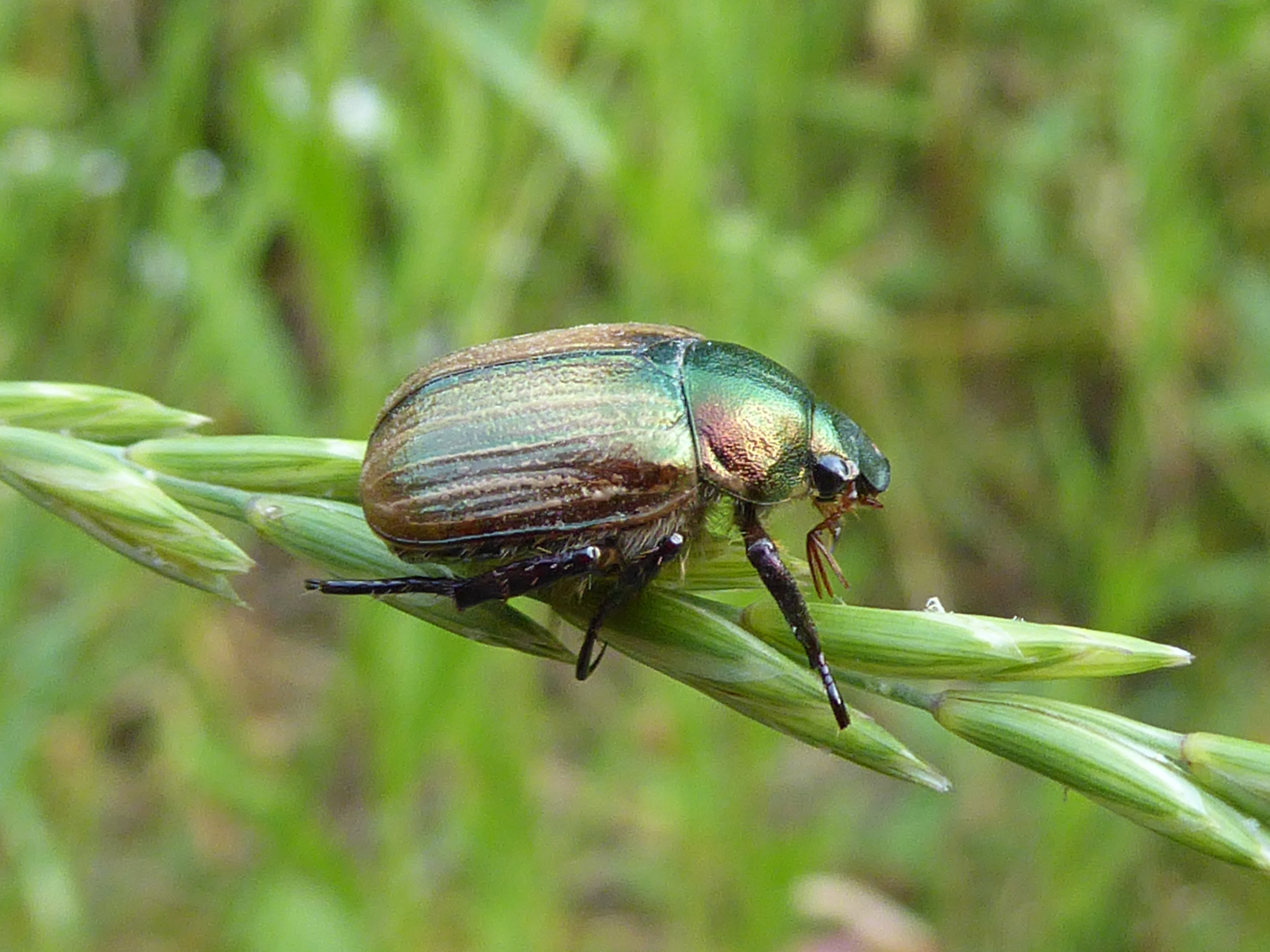

Der Mediterrane Junikäfer (Mimela junii) ist ein Käfer aus der Familie der Blatthornkäfer (Scarabaeidae) und gehört dort zur Unterfamilie Rutelinae. Die Art wurde von dem österreichischen Entomologen Caspar Erasmus Duftschmid im Jahr 1805 erstbeschrieben. Das Art-Epitheton junii bezieht sich auf den Juni, den Monat, in dem die Käfer am häufigsten beobachtet werden. Die ursprünglich südeuropäische Art ist mittlerweile auch weiter nördlich in Europa zu finden.

## Merkmale
Die Käfer sind 10–14 mm lang. Die überwiegend kupferfarben-bräunlich gefärbten Flügeldecken weisen dunklere Längsstreifen auf. Die Flügeldeckennaht ist genauso wie Kopf und Halsschild metallisch-grün gefärbt. Der Halsschild ist häufig an den Seiten kupferfarben-bräunlich. Die Halsschildbasis ist gerandet. Die Fühler sind rot. Die Spitze des Pygidiums ist gelblich.

## Verbreitung
Mimela junii ist eine mediterrane Art. Ihr Vorkommen erstreckt sich von Südfrankreich über Italien bis nach Albanien. Besonders häufig findet sich die Art auf Korsika und in Italien, vor allem in Norditalien. Im Norden reicht das natürliche Verbreitungsgebiet in das Tessin (Schweiz) und in den Süden von Steiermark und Kärnten (Österreich). Als Neozooe kommt die Art mittlerweile auch in Mittel- und Nordwesteuropa vor, vom Süden Großbritanniens über die Niederlande bis nach Deutschland. In Deutschland kommt die Art vor allem im Norden vor, im Ruhrgebiet, Berlin, Hamburg und Bremen, aber auch im Rhein-Main-Gebiet und an anderen Orten.

## Lebensweise
Die Käfer beobachtet man von Juni bis Juli, meist an den Blüten von Holunder (Sambucus). Sie fliegen bevorzugt in den Abendstunden. Die Käfer fressen an den Blättern verschiedener Büsche und Gräser. Die Larven entwickeln sich insbesondere in Sandböden. Dort fressen sie an den Wurzeln krautiger und psammophiler Pflanzen.